# Константа де Брёйна — Ньюмана
Константа де Брёйна — Ньюмана — математическая константа, обозначаемая Λ. Названа в честь Николаса Говерта де Брёйна и Чарльза М. Ньюмана.

## Описание
Рассмотрим кси-функцию Римана:
{\displaystyle \Xi (iz)={\frac {1}{2}}\left(z^{2}-{\frac {1}{4}}\right)\pi ^{-{\frac {z}{2}}-{\frac {1}{4}}}\Gamma \left({\frac {1}{2}}z+{\frac {1}{4}}\right)\zeta \left(z+{\frac {1}{2}}\right)}.
Выражение {\displaystyle {\frac {\Xi (z/2)}{8}}} может быть представлено в виде преобразования Фурье:
{\displaystyle \Phi (t)=\sum _{n=1}^{\infty }\left(2\pi ^{2}n^{4}e^{9t}-3\pi n^{2}e^{5t}\right)e^{-\pi n^{2}e^{4t}}}
для {\displaystyle t\in \mathbb {R} \geq 0}. Тогда обозначим преобразование Фурье {\displaystyle \Phi (t)e^{\lambda t^{2}}} как {\displaystyle H(\lambda ,z)}:
{\displaystyle {\mathcal {F}}_{t}\left[\Phi (t)e^{\lambda t^{2}}\right]=H(\lambda ,z)}.
Константа определяется через нули функции H(λ, z). Она имеет вещественные нули тогда и только тогда, когда λ ≥ Λ. Константа тесно связана с гипотезой Римана относительно нулей дзета-функции Римана.

## Значение
Де Брёйн показал в 1950 году, что H имеет только вещественные нули при λ > 1/2, а кроме этого, что если H имеет только вещественные нули при некотором λ, то H также имеет только вещественные нули и при бо́льших значениях λ. Указанная де Брёйном верхняя граница Λ ≤ 1/2 не была доказана вплоть до 2008 года, когда Haseo Ki, Young-One Kim и Jungseob Lee доказали, что Λ < 1/2, сделав доказательство строгим.
В декабре 2018 года проектом Polymath верхняя граница константы Λ была улучшена до 0,22.
По состоянию на апрель 2020 года, лучшая верхняя граница константы Λ ≤ 0,2.
Серьёзные расчёты по нахождению нижней границы производились с 1988 года и продолжаются до сих пор (по состоянию на 2018 год):
| Год  | Нижняя граница Λ |
| ---- | ---------------- |
| 1988 | −50              |
| 1991 | −5               |
| 1990 | −0.385           |
| 1994 | −4.379×10−6      |
| 1993 | −5.895×10−9      |
| 2000 | −2.7×10−9        |
| 2011 | −1.1×10−11       |
| 2018 | ≥ 0              |

Так как {\displaystyle H(\lambda ,x)} является преобразованием Фурье {\displaystyle F(e^{\lambda x}\Phi )}, то H имеет представление Винера-Хопфа:
{\displaystyle \xi (1/2+iz)=A{\sqrt {\pi }}(\lambda )^{-1}\int \limits _{-\infty }^{\infty }e^{{\frac {-1}{4\lambda }}(x-z)^{2}}H(\lambda ,x)dx},
которое действует только для неотрицательных значений λ. В пределе λ стремится к 0, тогда {\displaystyle H(0,x)=\xi (1/2+ix)} в случае, если λ отрицательна, H определяется следующим образом:
{\displaystyle H(\lambda ,z)=B{\sqrt {\pi }}(\lambda )^{-1}\int \limits _{-\infty }^{\infty }e^{{\frac {-1}{4\lambda }}(x-z)^{2}}\xi (1/2+ix)dx}.
Здесь A и B — вещественные константы.
В январе 2018 года Брэд Роджерс и Теренс Тао опубликовали статью на arXiv.org, в которой они утверждают, что константа де Брейна-Ньюмана неотрицательна.